# Михаил Дукас (Сятища)
 Тази статия е за гръцкия просвещенски учен.  За византийския военачалник от XI век вижте Михаил Дука.  
Михаил Дукас (на гръцки: Μιχαήλ Δούκας) е гръцки учен от XVIII век.

## Биография
Роден е в западномакедонския град Сятища, тогава Османската империя, днес Гърция. Учи при своя съгражданин и виден философ Михаил Папагеоргиу. Баща му прекратява образованието му, за да се заеме с търговия във Виена. Там започва да проповядва и австрийските власти го екстрадират обратно в родината му. Баща му го затваря в манастир в Метеора, а по-късно в Атон. Умира в бедност.